# Wasser-Info-Zentrum Eifel

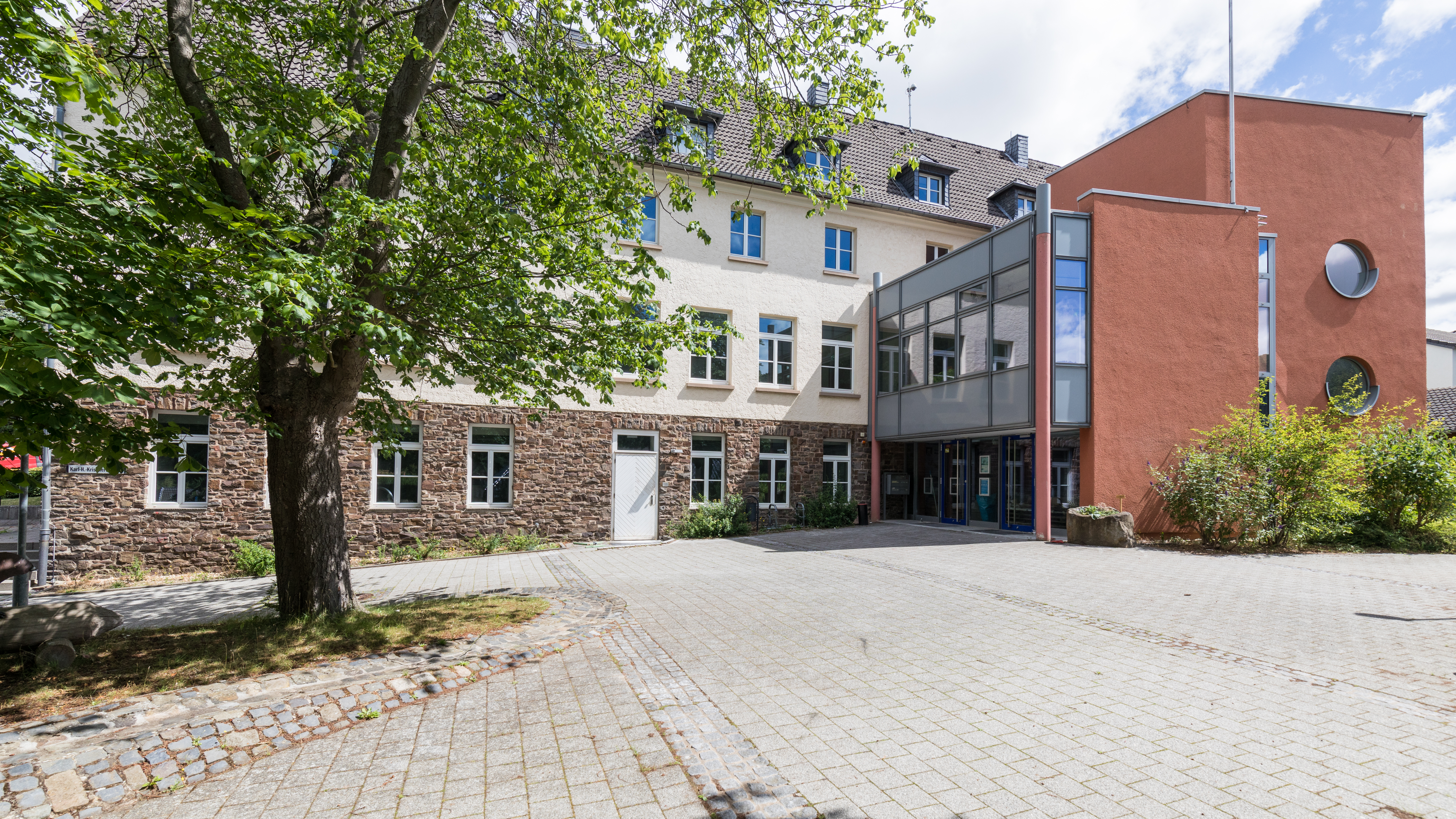
Wasser-Info-Zentrum Eifel, Heimbach

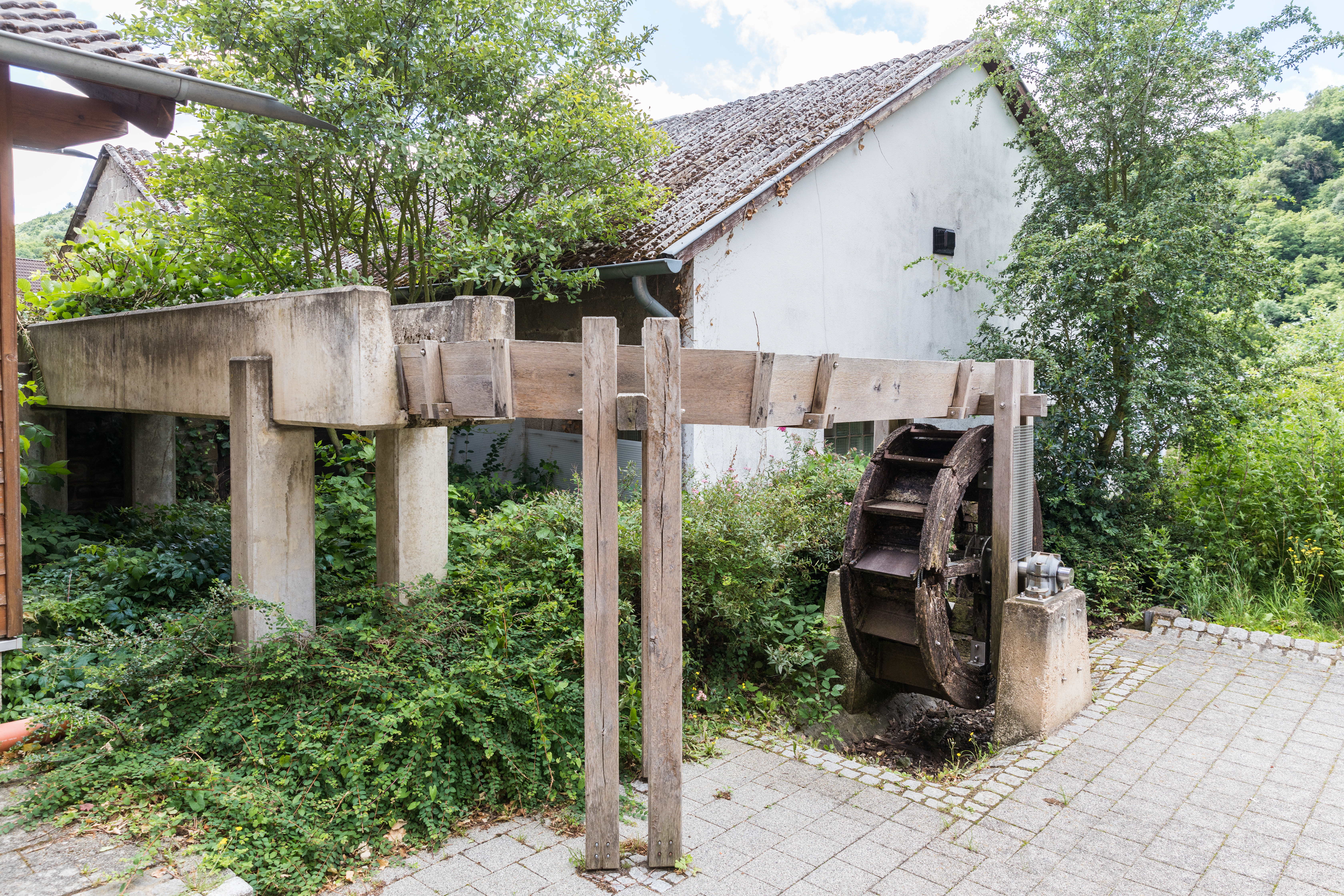
Wasserrad

Das Wasser-Info-Zentrum Eifel (WIZE) war ein außerschulischer Lernort zum Thema Wasser mit angeschlossener Tagungsstätte in der Stadt Heimbach im Nationalpark Eifel.
In dem Gebäude der ehemaligen Hauptschule wurde in den 1992 das WIZE eingerichtet. Es wurde getragen von der Stadt Heimbach, der Karl H. Krischer-Stiftung und einem Förderverein.
Das Informationszentrum zeigte nicht nur den Kreislauf des Wassers, sondern auch die Vielzahl der Talsperren in der Eifel, wie z. B. die nahegelegene Rurtalsperre. Die Wasserläufe der Nordeifel sowie die Gewinnung von Trinkwasser wurden gezeigt. Gruppen, z. B. Schulklassen, konnten mit Wasser experimentieren. Auch der Vorgang der Stromerzeugung aus Wasserkraft wurde im WIZE dargestellt und erklärt. In einem „Blauen Klassenzimmer“ wurden diverse Fischarten sowie der älteste Aal der Stadt in Aquarien gehalten, und im Keller gab es eine Regenwürmerzucht.

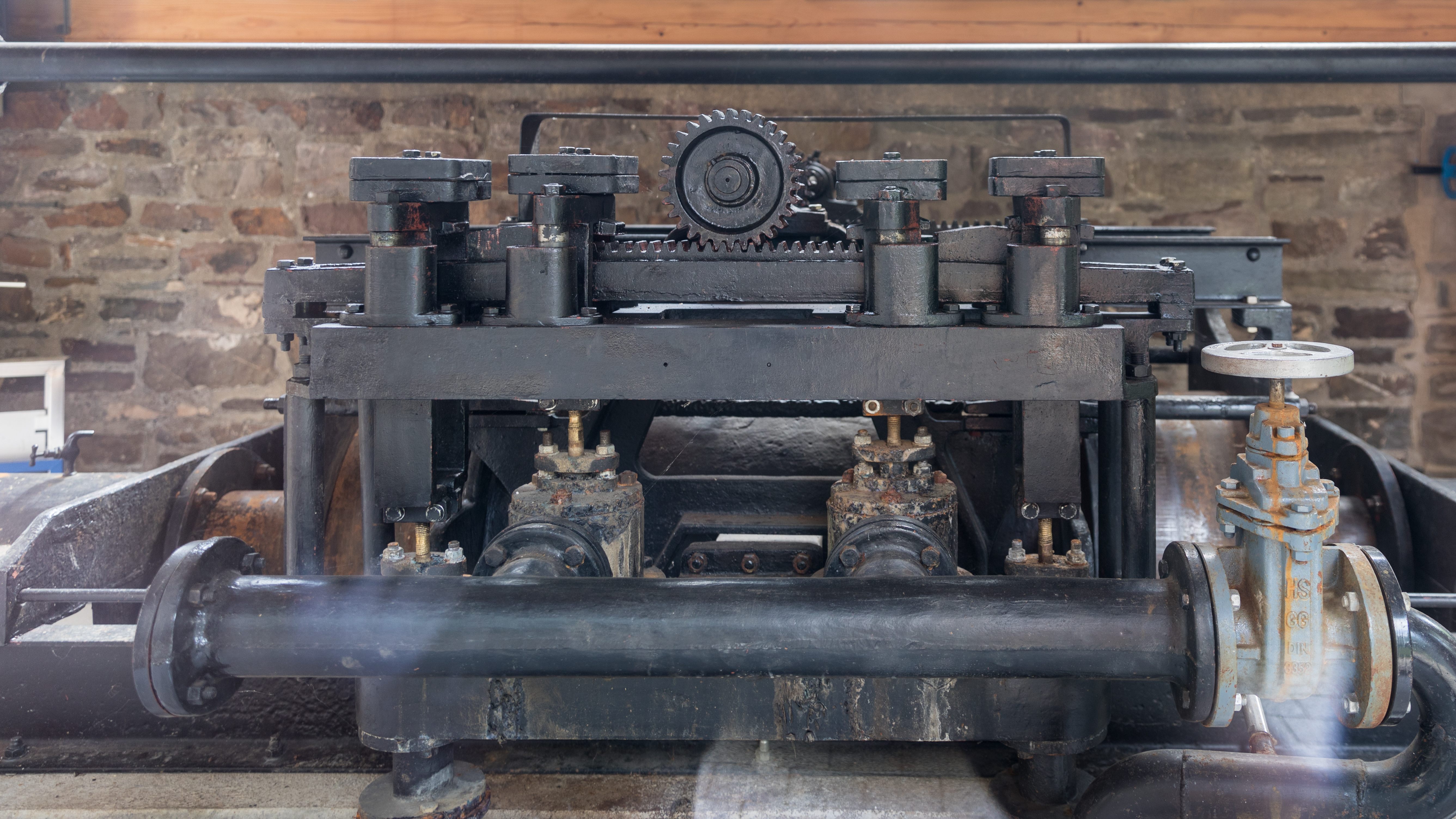
Lambachpumpe

Im Herbst 2019 musste der Heimbacher Stadtrat die Schließung des WIZE verabschieden, um den Haushalt von den laufenden und anstehenden Modernisierungskosten zu entlasten. Die Einrichtung war trotz rund 4000 Besuchen jährlich dauerhaft defizitär betrieben worden und hatte Minusbeträge von rund 50 000 bis 70 000 Euro jährlich verursacht.